# Charlot rentre tard
Pour plus de détails, voir Fiche technique et Distribution.
Charlot rentre tard (One A.M.) est un film muet américain réalisé par Charlie Chaplin, sorti en 1916.

## Synopsis
Un propriétaire rentre tard chez lui après avoir trop bu. Alors qu'il veut seulement aller se coucher, les objets inanimés autour de lui l'en empêchent.

## Fiche technique
- Titre original : One A.M.
- Titre français : Charlot rentre tard
- Réalisation : Charlie Chaplin
- Scénario : Charlie Chaplin, Vincent Bryan, Maverick Terrell
- Photographie : William C. Foster et Roland Totheroh
- Musique : Michael Mortilla
- Production : Henry P. Caulfield, Charlie Chaplin
- Société(s) de distribution : Mutual Film
- Pays de production :  États-Unis
- Langue originale : muet
- Genre : Comédie
- Durée : 22 minutes
- Date de sortie :
  - États-Unis : 7 août 1916

## Distribution
- Charlie Chaplin : l'ivrogne
- Albert Austin : le chauffeur de taxi (non crédité)